# MaNga

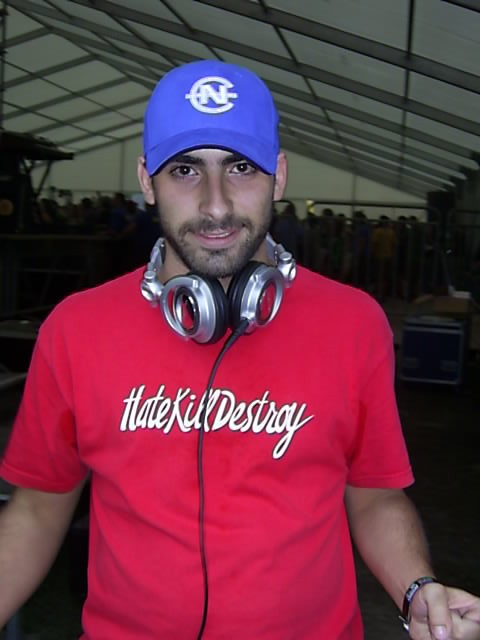
Efe Yılmaz tijdens het Sziget-festival in 2006.

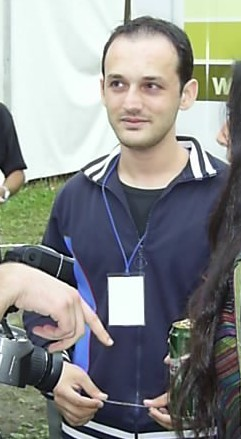
Özgür Can Öney (midden) tijdens het Sziget-festival in 2006.

MaNga is een Turkse raprockband. De muziekstijl is een mengeling van nu-metal, hiphop, elektronische muziek en Anatolische muziek. In 2009 won de groep zowel de prijs voor Best Turkish Act als die voor Best European Act op de MTV Europe Music Awards. De band vertegenwoordigde Turkije op het Eurovisiesongfestival 2010 in Oslo en eindigde op de tweede plaats. In 2014 vertegenwoordigden ze Turkije op het ABU TV Song Festival 2014.

## Geschiedenis
MaNga is gevormd in 2001 en genoemd naar de Japanse stripboeken Manga. Aanvankelijk verkeerde de band, die andere rock- en metalbands coverde, vooral in de undergroundscene. MaNga werd ontdekt na een muziekwedstrijd genaamd Sing your song, waarin de band als tweede eindigde. De musici trokken de aandacht van manager Hadi Elazzi (GRGDN), die de band introduceerde bij Sony Music. Dit resulteerde in een eerste album in 2004, die meteen een enorme hit werd. De band trad op op verschillende Turkse festivals, zoals Saklıfest, en Rock'n Coke. MaNga heeft samengewerkt met Turkse artiesten als Koray Candemir (van Kargo), Vega en Göksel. De meeste liedjes zijn door de bandleden zelf geschreven.

## Leden
- Ferman Akgül (Ankara, 25 december 1979) is de zanger van de band. Hij is afgestudeerd in de architectuur aan de Gazi-universiteit. Vóór MaNga trad hij in op als dj in de undergroundbeweging van Ankara.[3]
- Yağmur Sarıgül (Antalya, 26 augustus 1979) speelt elektrische gitaar, piano en viool. Hij studeerde aan het Hacettepe Conservatorium (piano), de Bilkent Universiteit (vooropleiding voor viool) en de Gazi-universiteit (gitaar).
- Cem Bahtiyar (Denizli, 18 januari 1979) is de bassist van MaNga. Hij is afgestudeerd in klassiek gitaar aan het Denizli-conservatorium. Daarna studeerde hij aan de Bilkent Universiteit te Ankara.
- Özgür Can Öney (Ankara, 21 juli 1980) is de drummer van MaNga. Daarna studeerde hij tegelijkertijd astronomie aan de Universiteit van Ankara en bedrijfsadministratie aan de Universiteit van Anatolië. In zijn vrije tijd beoefent hij vechtsporten, zoals kickboksen.
- Efe Yılmaz (Ankara, 3 oktober 1979) bediende de draaitafels. Hij is afgestudeerd in de IT aan de University of South Florida. Tegenwoordig studeert hij bedrijfsadministratie aan de Universiteit van Anatolië.

## Trivia
Het door de groep geschreven nummer Bir kadın çizeceksin wordt gebruikt in het videospel FIFA 06.

## Discografie

### Albums
- 2004 - MaNga
- 2006 - MaNga+
- 2009 - Şehr-i Hüzün
- 2012 - E-akustik
- 2014 - Işıkları Söndürseler Bile
- 2021 - Antroposen 001
- 2024 - Antroposen 002

### Samenwerking met andere artiesten
- 2004 - "İz Bırakanlar Unutulmaz" op het album MaNga+ samen met Vega.
- 2006 - "Dursun Zaman" op het album MaNga+ samen met Göksel.
- 2010 - "Evdeki Ses" samen met Cartel uitgebracht.

1975: Semiha Yankı · 
1978: Nilüfer & Nazar · 
1980: Ajda Pekkan · 
1981: Modern Folk Trio & Ayşegül · 
1982: Neco · 
1983: Çetin Alp & The Short Waves · 
1984: Beş Yıl Önce On Yıl Sonra · 
1985: MFÖ · 
1986: Klips ve Onlar · 
1987: Seyyal Taner & Lokomotif · 
1988: MFÖ · 
1989: Pan · 
1990: Kayahan · 
1991: İzel Çeliköz, Reyhan Karaca & Can Uğurluer · 
1992: Aylin Vatankoş · 
1993: Burak Aydos · 
1995: Arzu Ece · 
1996: Şebnem Paker · 
1997: Şebnem Paker & Grup Etnik · 
1998: Tüzmen · 
1999: Tuba Önal & Grup Mistik · 
2000: Pınar Ayhan & Grup SOS · 
2001: Sedat Yüce · 
2002: Buket Bengisu & Grup Safir · 
2003: Sertab Erener · 
2004: Athena · 
2005: Gülseren · 
2006: Sibel Tüzün · 
2007: Kenan Doğulu · 
2008: Mor ve Ötesi · 
2009: Hadise · 
2010: MaNga · 
2011: Yüksek Sadakat · 
2012: Can Bonomo